# Пучков Олександр Васильович
Олександр Васильович Пучков (5 вересня 1954, Київ — 30 квітня 2021, Київ)  — український ентомолог, фахівець з карабоідних жуків (Caraboidea), професор (2018), доктор біологічних наук (2004), лауреат премії імені І. І. Шмальгаузена НАН України (2020). Автор понад 200 публікацій, зокрема 6 монографій і довідників, в тому числі брав участь у створенні 3-го видання Червоної книги України (2009). Описав декілька нових для науки видів карабоідних жуків.
Син відомих ентомологів В. Г. Пучкова та Л. В. Пучкової, брат відомого ентомолога П. В. Пучкова.

## Життєпис
У 1971—1977 роках навчався в Українській сільськогосподарській академії (зараз Національний університет біоресурсів і природокористування України), після чого до 1982 року працював у Інституті захисту рослин. Протягом 1982—1985 років навчався в аспірантурі в Інституті зоології АН УРСР, після закінчення якої залишився працювати в цьому закладі. У 1985 році захистив кандидатську дисертацію на тему «Жесткокрылые (Coleoptera) пшеничного поля степной зоны Украины». У період з липня по листопад 1986 року — учасник ліквідації наслідків аварії на Чорнобильській АЕС. З 1996 року і до кінця життя очолював відділ і згодом лабораторію наукових фондових колекцій Інституту зоології. Докторську дисертацію «Личинки жуків-стрибунів (Coleoptera, Cicindelidae) світової фауни і загальний огляд підтриби Cicindelina Палеарктики» захистив у 2004 році. У 2018 році отримав звання професора.

## Деякі найважливіші наукові праці

### Монографії, довідники та розділи в них
- Putchkov A. V., Matalin A. V. Subfamily Cicindelinae / In: Catalogue of Palearctic Coleoptera. Vol.1. Archostemata — Myxophaga — Adephaga (Eds. I. Lobl & A. Smetana). Stenstrup, Apollo Books, 2003. — P. 99—118.
- Червона книга України. Тваринний світ / Ред. І. А. Акімов. — Київ: Глобалконсалтинг, 2009. (автор або співавтор 31 нарису)
- Червона Книга Дніпропетровської області. Тваринний світ. — Дніпропетровськ, 2011. (співавтор 9 нарисів)
- Putchkov A. V., Matalin A. V. Subfamily Cicindelinae. In: Catalogue of Palaearctic Coleoptera. Vol. 1, Archostemata — Myxophaga — Adephaga / Eds. J. Lobl & D. Lobl. Brill: Leiden-Boston, 2017. Vol. 1. — P. 217—249.
- Пучков А. В. Жуки-жужелицы (Coleoptera, Carabidae) трансформированных ценозов Украины. — Киев, 2018. — 448 c.
- Пучков О. В., Бригадиренко В. В. Рідкісні твердокрилі надродини Caraboidea (Coleoptera, Adephaga) Дніпропетровської області. — Дніпро: Журфонд, 2018. — 264 с.

### Статті
- Пучков А. В. Распределение видов группы Nabis ferus L. (Hemiptera, Nabidae) в естественных биотопах и агроценозах некоторых районов черноземной полосы // Вестник зоологии. — 1980. — № 4. — С. 89—92.
- Пучков А. В., Гнатуш В. И. Жужелицы (Coleoptera, Carabidae) на пшеничных полях Николаевской области // Зоологический журнал. — 1981. — Т. 9. — № 5. — С. 783—786.
- Пучков А. В. Некоторые особенности пространственного распределения жесткокрылых на пшеничном поле // Экология. — 1988. — № 6. — С. 66–69.
- Пучков А. В. Жесткокрылые (Coleoptera) пшеничного поля юго-запада степной зоны европейской части СССР // Энтомологическое обозрение. — 1990. — № 3. — С. 538—549.
- Пучков А. В., Шапран Ю. С. Карапузики (Coleoptera, Histeridae) лесостепи и степи Украины // Вестник зоологии. — 1990. — № 1. — С. 15—19.
- Пучков А. В. Новый вид жука-скакуна (Coleoptera, Cicindelidae) из Северного Казахстана // Вестник зоологии. — 1993. — № 3. — С. 80—82.
- Пучков А. В. Новые таксоны жуков-скакунов рода Cicindela (Coleoptera, Carabidae) из Украины и Туркменистана // Журнал Українського ентомологічного товариства. — 1993. — Т. 1. — № 1. — С. 11—14.
- Putchkov A. V., Cassola F. The larvae of tiger beetles from Central Asia (Coleoptera, Cicindelidae) // Bollettino del Museo Civico Storia naturale di Verona. — 1994. — № 18. — P. 11—45.
- Putchkov A. V., Arndt E. Preliminary list and key of known tiger beetle larvae (Coleoptera, Cicindelidae) of the world // Bulletin de la Société Entomologique Suisse. — 1994. — № 67. — P. 411—420.
- Kabak I. I., Putchkov A .W. Eine neue Carabus (Leptoplesius) — Art aus Nord-Kirgisistan (Coleoptera: Carabidae: Carabini) // Entomologische Zeitschrift mit Insektenbörse. — 1995. — № 23. — P. 464—467.
- Kabak I. I., Putchkov A. V. New taxa of the genus Nebria Latr. from Tien-Shan (Coleoptera, Carabidae) // Zeitschrift der Arbeitsgemeinschaft Österreichischer Entomologen. — 1996. — № 48. — P. 113—116.
- Putchkov A.W., Dolin V. G. Neue carabiden-art der gattung Leistus (Coleoptera, Carabidae) aus Nord Tadzhikistan // Вестник зоологии. — 1998. — № 32 (3). — С. 123—125.
- Пучков А. В. Новый подвид рода Leistus (Coleoptera, Carabidae) c Западного Кавказа // Вестник зоологии. — 2001. — № 4. — С. 77—78.
- Kabak I. I., Putchkov A. V. New and little known species and subspecies of Leistus Froehlig from Kyrghyzstan (Coleoptera: Carabidae, Nebriini). Zeitschrift der Arbeitsgemeinschaft Österreichischer Entomologen. — 2002. — № 54. — P. 23—34.
- Putchkov A. V., Cassola F. Tiger Beetles deserve separate family status in suborder Adephaga (Coleoptera, Cicindelidae) // Bulletin de la Société entomologique de France. — 2005. — 110. — № 3. — P. 281—293.
- Пучков А. В. Обзор жужелиц рода Carabus L. (Coleoptera, Carabidae) фауны Украины // Вестник зоологии. — 2008. — № 43 (3). — С. 209—219.
- Farkac J., Putchkov A. V., Rop O. A new species of Leistus Frolich, 1799 with a taxonomical analysis of the subgenus Leistus s.str. from Major Caucasus (Coleoptera: Carabidae: Nebriini) // Studies and Reports. Taxonomical Series. — 2010. — № 6 (1—2). — P. 31-34.
- Kabak I. I., Putchkov A. V. A new species of the genus Leistus Froehlig (Coleoptera, Carabidae, Nebriini) from Kazakhstan //  Вестник зоологии. — 2010. — № 44 (5). — С. 473—476.
- Пучков А. В., Черней Л. С. Фондовые коллекции насекомых Института зоологии им. И. И. Шмальгаузена НАН Украины, их состав и научное значение для развития энтомологии в Украине // Український ентомологічний журнал. — 2011. — № 2 (1). — С. 46—57.
- Putchkov A. V. Ground beetles of Ukraine (Coleoptera, Carabidae). ZooKeys. — 2011. — № 100. — P. 503—515.
- Пучков А. В. Личинки жуков-скакунов подтрибы Cicindelina (Coleoptera, Cicindelidae) Палеарктики (морфология, таксономия, определительная таблица) // Вестник зоологии. — 2013. — Отд. выпуск № 29. — С. 45—87.
- Putchkov A. V., Nitochko М. А. The ground-beetles of genus Anthracus Motschulsky, 1850 (Coleoptera, Carabidae) of Ukraine // Vestnik zoologii. — 2015. — № 49 (2). — P. 187—190.
- Акімов І. А., Харченко В. О., Пучков О. В., Зерова М. Д., Колодочка Л. О., Аністратенко В. В., Фурсов В. М., Чернєй Л. С., Левчук О. М. Наукові колекції Інституту зоології ім. І. І. Шмальгаузена НАН України // Вісник Національного науково-природничого музею. — 2016. — Том 14. — С. 95–108.
- Пучков А. В., Ризун В. Б. Жужелицы трибы Trechini (Coleoptera, Carabidae) фауны Украины // Український ентомологічний журнал. — 2015. — № 10 (1—2). — С. 13—32.
- Пучков А. В. Жужелицы рода Acupalpus Latr. (Coleoptera, Carabidae) фауни України // Український ентомологічний журнал. — 2017. — № 12(1). — С. 35–45.
- Putshkov A. V., Martynov A. V. The type-specimens of Caraboidea beetles (Coleoptera, Adephaga) deposited in the collections of the I.I. Schmalhausen Institute of Zoology, National Academy of Sciences of Ukraine // Zootaxa. — 2017. — № 4237 (3). — P. 471—516.
- Putchkov A. V., Markina T. Yu. Leistus rufomarginatus (Duftschmid, 1812) (Coleoptera, Carabidae, Nebriini) — ground beetle new to Norway // Norwegian Journal of Entomology. — 2018. — № 65. — Р. 91–93.
- Putchkov A. V., Schüle P., Markina T. Yu. Description of the larval stages of two species of Dromica, subgenus Pseudodromica (Coleoptera, Carabidae, Cicindelinae) // Entomologische Blätter und Coleoptera. — 2018. — № 114. — P. 329—334.
- Putchkov A. V., Brygadyrenko V. V., Markina T. Y. Ground beetles of the tribe Carabini (Coleoptera, Carabidae) in the main megapolises of Ukraine // Vestnik zoologii. — 2019. — № 53(1). — P. 553—562.